# Juan Carlos Calvo
Juan Carlos Calvo (26. juni 1906 – 12. oktober 1977) var en uruguayansk fodboldspiller, der med Uruguays landshold vandt guld ved VM i 1930 på hjemmebane. Han var dog ikke på banen i turneringen.
Calvo spillede på klubplan for Miramar Misiones i hjemlandet.